# Veliko Golovode
Veliko Golovode (em cirílico: Велико Головоде) é uma vila da Sérvia localizada na cidade de Kruševac, pertencente ao distrito de Rasina, na região de Rasina. A sua população era de 801 habitantes segundo o censo de 2011.

## Galeria

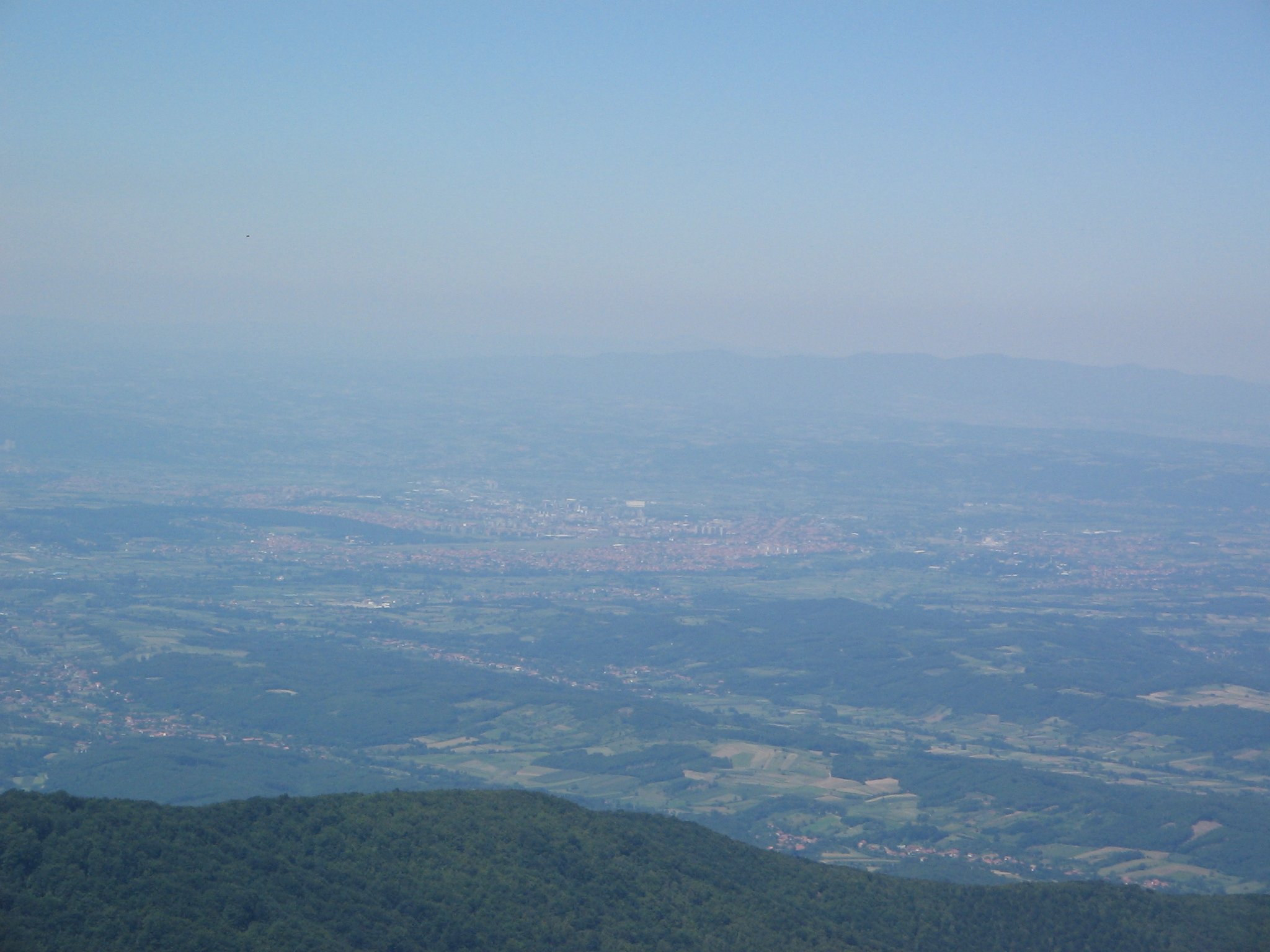
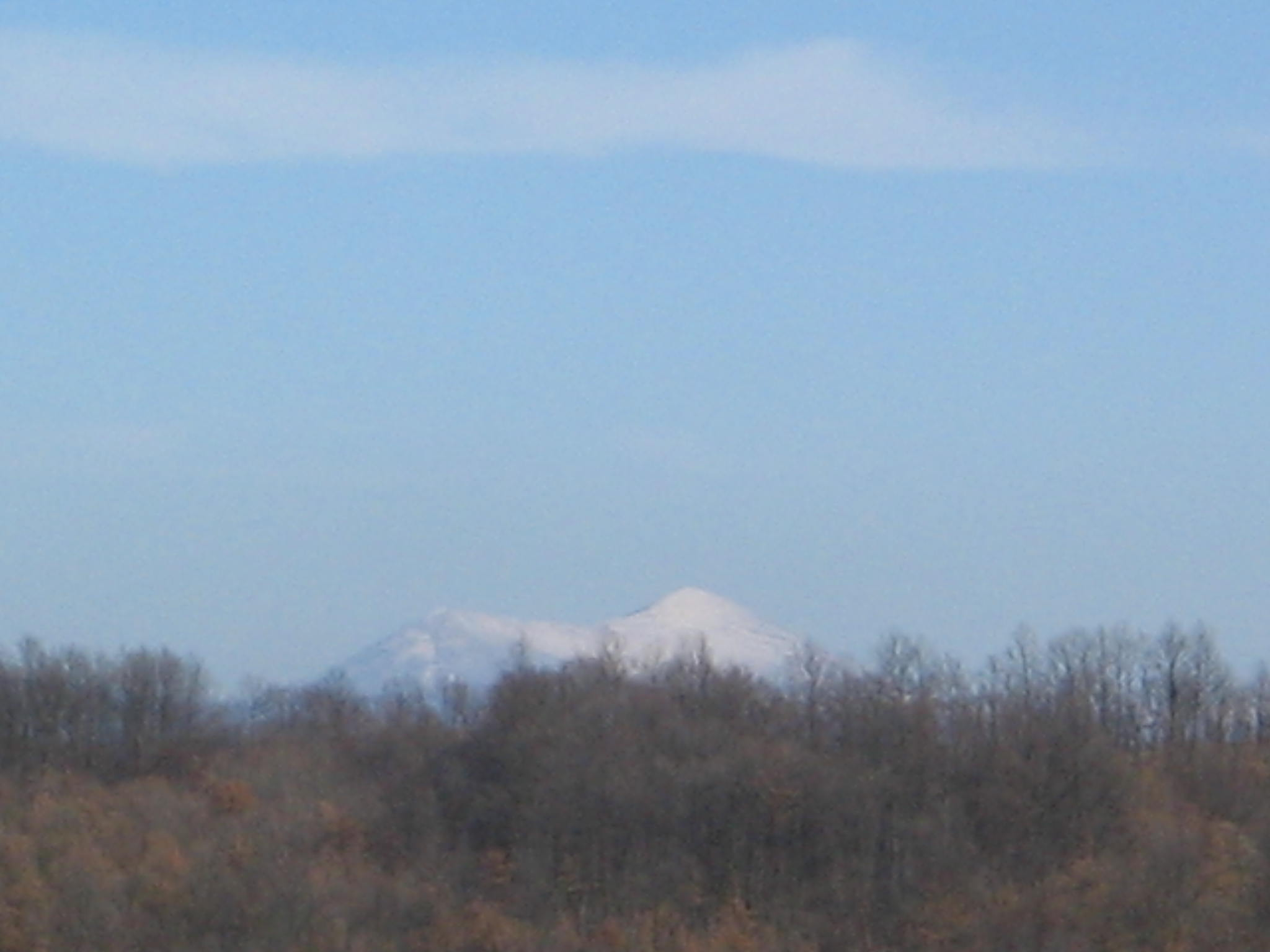
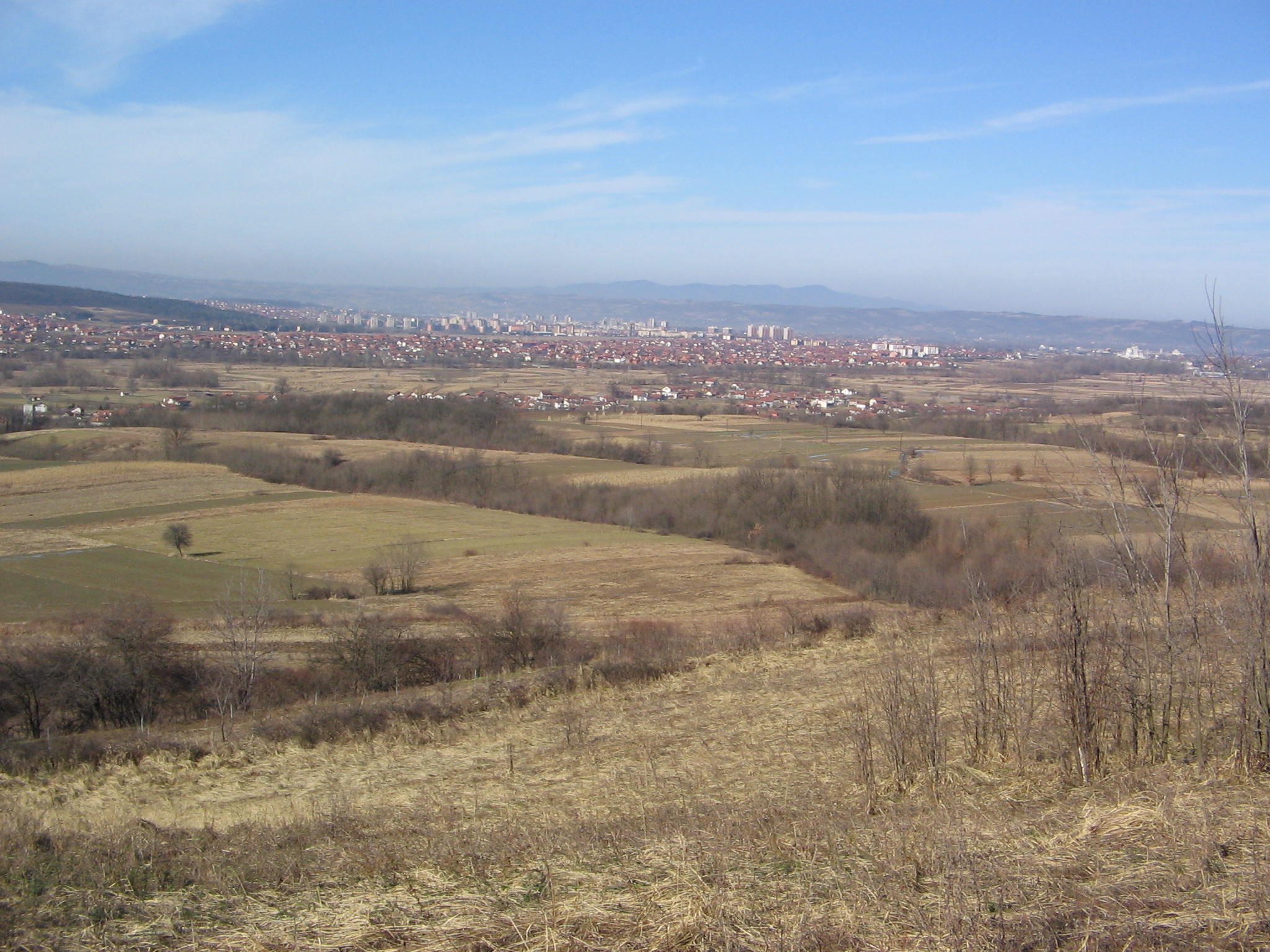
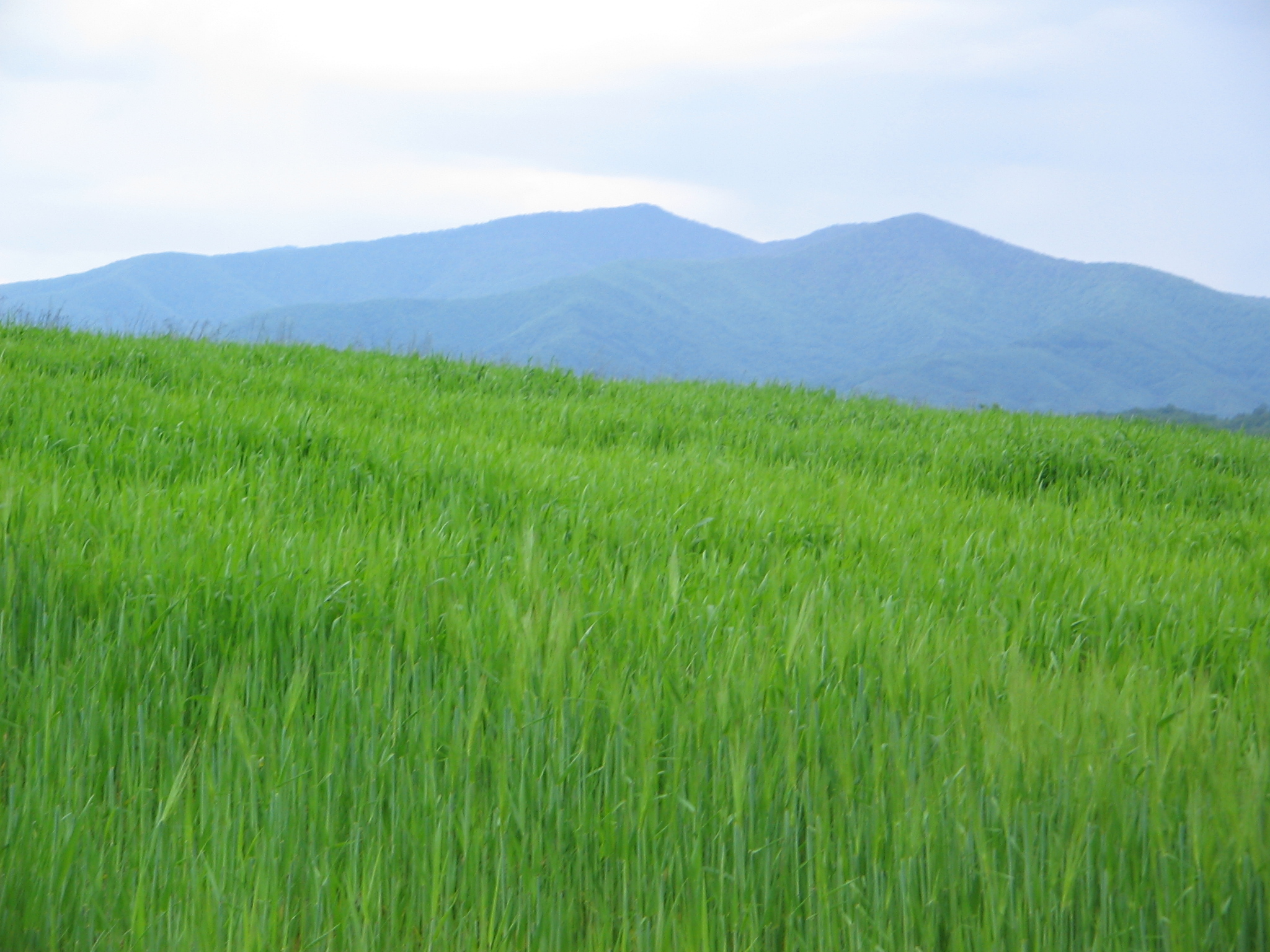
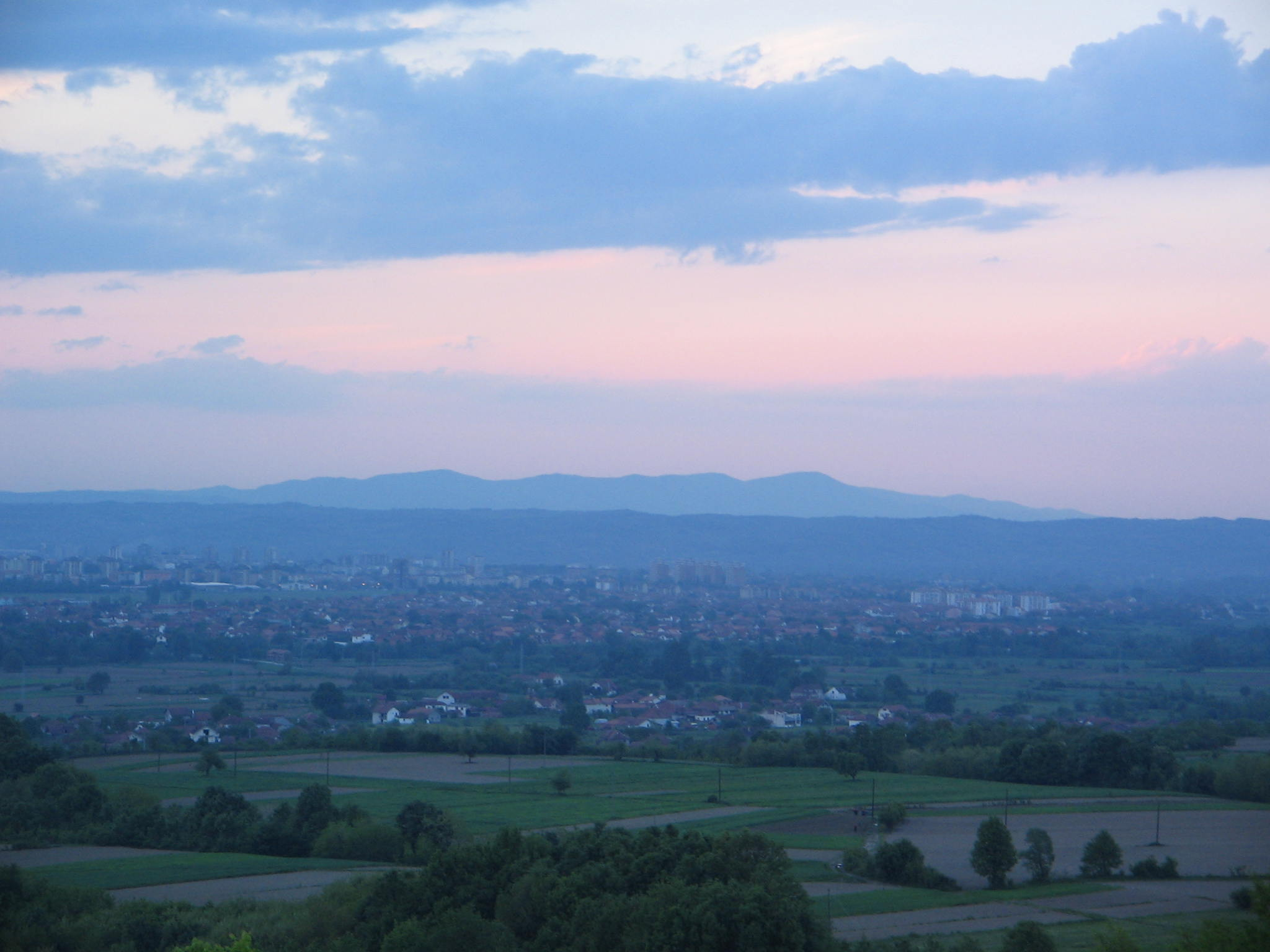

## Demografia
| 1948 | 1953 | 1961 | 1971 | 1981 | 1991 | 2002 | 2011 |
| ---- | ---- | ---- | ---- | ---- | ---- | ---- | ---- |
| 687  | 717  | 745  | 759  | 845  | 885  | 875  | 801  |